# لئوناردو آگوستو ویرا موریرا
لئوناردو آگوستو ویرا موریرا (به پرتغالی: Leonardo Augusto Vieira Moreira) مهاجم، هافبک اهل برزیل است که در شهر میناس گرایس و در تاریخ ۴ فوریهٔ ۱۹۸۶ به دنیا آمده‌است.
لئوناردو آگوستو ویرا موریرا در تیم‌های فوتبال آلبیرکس نیگاتا سابقهٔ حضور دارد.